# Shady Records
Shady Records — американський лейбл, заснований у 1999 р. Репером Емінемом та його менеджером Полом Розенбергом після надзвичайно успішного випуску альбому The Slim Shady LP Емінема. Обидва вони є президентами лейбла.
З моменту свого утворення Шейді підписав дванадцять актів. Лейбл також був частиною бізнесу в радіостанції Shade 45 через супутникове радіо Sirius, і мав власний журнал, спеціального видання журналу XXL. Були важкі часи, коли Емінем разом із артистами брав участь у публічних суперечках з лейбом Murder Inc. Records афілійованим з репером Ja Rule.
Shady Records також мав успіх, наприклад підчас туру Anger Management у 2006 році або список на Eminem Presents: The Re-Up. Також з Shady Records був укладений контракт на створення саундтреку до фільму 8 милі, знятого з Емінемом, який мав ведучий сингл «Lose Yourself». Пісня стала першою піснею в жанрі хіп-хоп, яка отримала премію Оскар за найкращу оригінальну пісню.
За кілька років дії Shady Records отримали сертифікати RIAA про золото або вище за 12 із 22 випущених альбомів (крім сольних випусків Емінема). Підписані акти включають Eminem, Bad Meets Evil, Conway the Machine та Westside Boogie, тоді як колишні акти включають D12, Obie Trice, 50 Cent, Stat Quo, Bobby Creekwater, Cashis, Slaughterhouse, Yelawolf та Westside Gunn.

## Історія

### 2000—2004: Формування, зростання та чвари
Після того, як Емінем випустив The Slim Shady LP, він заснував власний лейбл в кінці 1999 року. Емінем шукав шляхи випуску D12, і Розенберг прагнув створити лейбл, що призвело до того, що двоє об'єдналися в Shady Records. Його A&R Marc Labelle визначив звукозапис як «бутик-лейбл, але з усіма торговими точками великого і Interscope, що підтримує кожен наш крок».
D12 були першими, хто були підписані лейбом, оскільки вони товаришували разом з 1990-х років, і члени групи дали обіцянку один одному, що той, хто досягне успіху першим допоможе піднятись іншим. У червні 2001 р. D12 випустили «Devil's Night», вийшовши на перше місце в Billboard 200. Bizarre з D12 представив Obie Trice Емінему. Емінем підписав його в червні 2001, це був другий контракт Shady Records. Obie Trice вперше привернув увагу громадськості за допомогою фрістайлу в альбомі Devil's Night. Працюючи над фільмом «8 миля», Емінем зустрівся з тодішнім підпільним репером 50 Cent. Емінем почув ранні міксети 50 Cent, відніс їх доктору Дре і запропонував йому можливість спільно працювати з артистом. 50 Cent став першим сольним виконавцем, підписаним Shady Records та Aftermath. Саундтрек 8 Mile був другим випущеним Shady LP. Першим синглом став «Lose Yourself», який отримав кілька номінацій і став несподіваною перемогою Оскара за найкращу оригінальну пісню, вперше хіп-хоп пісня коли-небудь отримувала цю нагороду. Другим синглом став «Wanksta» 50 Cent, який був випущений у вигляді звукової доріжки і став популярним у рідному місті 50 Cent. За цей час Емінем також уклав угоду з ді-джеєм Green Lantern, який випустив перший мікстейп лейбла «Invasion!» У 2002 році. Він був ді-джеєм Емінема під час туру Anger Management.
Третім релізом Shady Records вийшов альбом 50 Cent Get Rich or Die Tryin ', який відбувся в лютому 2003 року. Цей альбом найбільш продаваємим дебутним альбомом в історії США. Наступним випуском із Shady Records став дебютний альбом Obie Trice, «Cheers», через півроку. Незважаючи на комерційний успіх, LP в той час вважався затьмареною музикою 50 Cent. У 2003 році Shady брав участь у кількох суперечках з Murder Inc. Records, в яких брали участь 50 Cent та G-Unit, постійні проблеми з попередніми співвласниками журналу The Source, а саме Бензино, а також загострення конфлікту з репером Ройсом да 5'9 ", який раніше був другом Емінема та D12.
Близько кінця 2003 року Емінем та доктор Дре підписали спільну угоду зі Stat Quo. Stat Quo став другим виконавцем, якого було підписано Shady and Aftermath. Наступного року вийшов другий альбом D12, D12 World. Крім того, в 2004 році Емінем і Розенберг розпочали підприємство, запропоноване супутниковим радіо Sirius, яке побачило ефір їх нецензурної хіп-хоп радіостанції Shade 45. DJ Green Lantern, отримав власне шоу, тоді як ді-джей G-Unit від 50 Cent, DJ Whoo Kid, був суботником G-Unit Radio.

### 2005—2009: Розробка та презентації Eminem: Повторне оновлення
У 2005 році вийшов другий реліз 50 Cent «The Massacre», який встановив рекорд як шостий альбом з найшвидшим продажем з тих пір, як Nielsen SoundScan почав відстежувати альбоми в 1991 році, за чотири дні було продано 1,14 мільйона альбомів. Альбом мав комерційний успіх і став найбільш продаваним альбомом року. На «Piggy Bank», пісні з альбому, 50 Cent образив кількох артистів, зокрема Джадакіса. Ворожнеча між Jadakiss та 50 Cent побічно призвела до того, що ді-джей Green Lantern залишив Shady Records. Через кілька місяців після виходу The Massacre, Jadakiss випустив вуличний DVD, на якому була записана розмова з DJ Green Lantern, Green Lantern не знав про те, що його розмова з Jadakiss записується. Ді-джей поділився своїми думками щодо Anger Management. Коли DVD вийшов і Емінем дізнався про те, що сталося, Green Lantern довелося залишити Shady Records і Shade 45, а його майбутній альбом Armageddon більше не був проектом Shady Records. The Alchemist отримав конракт від лейблу та став офіційним ді-джеєм для Емінема в 2005 Anger Management 3 Tour, замінивши нещодавно DJ Green Lantern, який покинув Shady Records.
У серпні 2005 року Емінем та журнал XXL об'єдналися, щоб випустити спеціальний випуск під назвою XXL Presents Shade 45, цей випуск був розроблений, щоб максимально розповісти про Shade 45 як радіостанцію, і в той же час максимально висвітлити лейбл Shady Records в цілому, а також виконавців радіо-ді-джеїв та G-Unit Records. Випускний редактор XXL Джонатан Рейнгольд заявив, що, як правило, журнали, що базуються на певних виконавцях, не були комерційно успішними, але «оскільки Shade 45 є справді популярним нецензурним реп-каналом, колаборація з брендом XXL мала сенс», перш ніж додати, що зацікавити шанувальників репу. У 2005 році Боббі Крікуотер також був підписаним лейблом, зробивши його п'ятим виконавцем у лейблі і другим репером із Атланти.
На початку 2006 року репер з округу Орандж, штат Каліфорнія, на ім'я Кэшіс, приєднався до Shady Records, після того, як він прослухав демо-версію синглу Емінема. Пізніше, в 2006 році, Обі Трайс випустив свій другий альбом. Однак він комерційно був не таким успішним, як його дебютний альбом. Можливо це сталось через стан хіп-хоп-індустрії станом на 2006 рік. В альбомі відбулася зміна стилю Обі Тріс, перший альбом якого вважався трохи легковажним. Друга частина альбому вважалась більш серйозною роботою, темним альбомом, який в основному демонструє побутове життя та оточення Обі.
На початку 2006 року заговорили про те, що Емінем мав список лейблу на мікстейпі з новим матеріалом, який представлять DJ Whoo Kid та The Alchemist. Ця розмова тривала кілька місяців. Врешті-решт було оголошено, що Емінем був настільки вражений матеріалом мікстейпу, що він вирішив зробити його офіційним альбомом під назвою Eminem Presents the Re-Up. Альбом довго очікували, поки він не був випущений на початку грудня 2006 року. Цей реліз породив сингл «You Don't Know», в якому взяли участь 50 Cent, Lloyd Banks та останній підписний лейблом виконавець Cashis.
У травні 2007 року Кейші випустив вісім композицій The County Hound EP, намагаючись залучити людей до своєї музики та зацікавити її. Альбом вийшов обмеженим тиражем. У вересні вийшов третій альбом 50 Cent — Curtis, який брав участь у розрекламованому конкурсі з репером Каньє Уестом, у якого був випущений третій альбом «Graduation» того самого дня. У червні 2008 року Obie Trice пішов з лейбла. Виникло непорузуміння, коли вважалося, що Обі атакував лейбл та Емінема в одному синглі «Гігант», але це швидко спростували. У своїй заяві Пол Розенберг заявив, що «Shady Records погодився дозволити Obie Trice продовжувати свою кар'єру під цим ім'ям. Eminem продовжуватиме підтримувати та працювати з Obie на багатьох етапах своєї кар'єри […] Він залишається близьким другом і членом сім'ї Шейді». В інтерв'ю 2012 року Обі прокоментував цю тему, зізнавшись, що у нього виникли проблеми з головою Interscope Records Джиммі Йовіном, уточнюючи: «Я був якийсь необдуманий, не вчасно реагував на певні речі, і через це він не хотів продовжувати проект зі мною, тому ми намагалися щось зробити, але нічого просто не прийшло у голову, тому у мене не було вибору. Довелось робити те, що я зробив». Варто зазначити, що його стосунки з лейблом чудові, і він продовжує співпрацювати з Емінемом, зокрема над «Bottoms Up», який повинен був вийти спочатку на «Shady Records».
Stat Quo також вийшов з лейблу в 2008 році. Stat відчував, що першопричиною, як видається, є напружені стосунки з Емінемом, що випливають із розбіжностей, пов'язаних з просуванням альбому. HipHopDX зазначив, що в ситуації, що призвела до звільнення його від лейбла, «Рішенням Емінема відмовитись від участі у проекті Стата, подальшим і незрозумілим рішенням, прийнятим доктором Дре не з'являтися у відео Стейта. Вищезгадану відсутність підтримки синглу батьківським лейблом, Interscope, Stat почав домагатися звільнення його від лейбла». У 2009 році відбувся відхід Боббі Крікуотера, який працював над своїм дебютним альбомом A Brilliant Mistake.

## Артист
- Westside Boogie
- Conway The Machine
- Griselda
- Benny The Butcher
- Westside Gunn

### Колишні
- Yelawolf
- Slaughterhouse
- 50 Cent
- Cashis
- DJ Green Lantern
- Stat Quo
- Боббі Кріквотер
- Обі Трайс

## Альбоми, випущені на Shady Records

### 2001
- D12 — Devil's Night

### 2002
- Саундтрек «Восьма миля»

### 2003
- 50 Cent — Get Rich or Die Tryin'
- Obie Trice — Cheers

### 2004
- D12 — D12 World

### 2005
- 50 Cent — The Massacre

### 2006
- Obie Trice — Second Round's on Me
- Eminem Presents: The Re-Up

### 2007
- Cashis — The County Hound EP
- 50 Cent — Curtis

### 2009
- Eminem — Relapse
- 50 Cent — Before I Self Destruct

### 2010
- Eminem — Recovery

### 2011
- Bad Meets Evil — Hell: The Sequel
- Yelawolf — Radioactive

### 2012
- Slaughterhouse — Welcome to: Our House

### 2013
- Eminem — The Marshall Mathers LP 2

### 2015
- Eminem — Shady XV

### 2018
- Eminem — Kamikaze

### 2019
- Westside Boogie — Everythings for Sale
- Yelawolf — TRunk Muzik 3